# الدراسات الفيتنامية
الدراسات الفيتنامية (بالفيتنامية:Việt Nam học) بشكل عام وواضح هي دراسة متعلقة بدولة فيتنام والمواضيع الأخرى المتعلقة بمدينة فيتنام. تهتم الدراسات الفيتنامية، على وجه الخصوص، بدراسة اللغة الفيتنامية الحديثة والأدب الفيتنامي الحديث، والتاريخ، وعلم الإثنولوجيا أو علم الأعراق والأصول، والنهج اللغوي.
يُدعى المتخصص في هذا المجال بالفيتناميست أو الباحث في الشؤون الفيتنامية Vietnamist.

## المناهج الجامعية
تقدم العديد من الجامعات الكبرى والعريقة في الولايات المتحدة الأمريكية تخصصات أو برامج خاصة للدراسات تتعلق بالثقافات الفيتنامية، بما في ذلك جامعة هيوستن وجامعة كاليفورنيا وجامعة ييل الأمريكية. تقدم بعض الكليات، مثل كليات هوبارت وويليام سميث بنيويورك في الولايات المتحدة الأمريكية، برنامجًا للتبادل الدراسي بالخارج للسفر إلى فيتنام والغرض منها هو التعرف على الثقافات واللغة الفيتنامية والموسيقى و غيرها من المواضيع المتعلقة بفيتنام. تحتوي جامعة فيتنام الوطنية، بمدينة هانوي على معهد شامل للدراسات الفيتنامية وعلوم التنمية. تقدم جامعة طوكيو للدراسات الأجنبية أيضًا برنامجًا خاصاً متعلق بنفس المجال. في أوروبا الوسطى، وبالتحديد في مدينة براغ بجمهورية التشيك، تقدم جامعة كارلوفا، والتي تعتبر أقدم جامعة في جمهورية التشيك، برنامجًا دراسيًا يركز على الدراسات الفيتنامية، يسمى الإثنولوجيا مع الفيتنامية.
في ألمانيا، تدرس الدراسات الفيتنامية Vietnamistik في المعهد الأسيوي-الأفريقي بجامعة هامبورغ منذ عام 1982. يقوم البروفسور فو زي دو Vũ Duy Từ، والذي تم قبوله كأستاذ في جامعة هامبورغ منذ عام 1984 وحتى عام 1999، بتدريس اللغة الفيتنامية والثقافة الفيتنامية. تم ضم الدراسات الفيتنامية إلى معهد الدراسات الشرقية والدراسات في جنوب شرق آسيا في عام 1970، بعد أربع سنوات من انضمام الوحدة الألمانية. في عام 1998، تم إلغاء منصب أستاذ الدراسات الفيتنامية في جامعة هامبورغ. تم تعيين جورج توماس انغلبرت، منذ عام 2002 وحتى الآن، كأستاذ في الدراسات الفيتنامية. في بلغاريا، تم تقديم درجة البكالوريوس في الدراسات الآسيوية الجنوبية والشرقية والجنوب الشرقية في جامعة صوفيا في عام 2013. يتركز المنهج على المنطقة الآسيوية ويشمل، أيضاً، على تخصص الدراسات المتعلقة بثقافة ولغة الفيتناميين وغيرها من المواضيع الآخرى المتعلقة بفيتنام.

## روابط خارجية
- Journal of Vietnamese Studies
- Vietnam Studies Group of the Southeast Asia Council of the Association for Asian Studies
- Review of Vietnamese Studies
- Vietnamese Studies Internet Resource Center
- Vietnamese Studies Major page at the University of Houston (Texas)
- The Asia Foundation Faculty Research Grant Program in Vietnamese Studies at the UCLA website